# Hisashi Sakaguchi
Hisashi Sakaguchi (jap. 坂口 尚, Sakaguchi Hisashi; * 5. Mai 1946 in der Präfektur Saitama, Japan; † 22. Dezember 1995) war ein japanischer Manga-Zeichner und Zeichentrickregisseur.
Im Alter von siebzehn Jahren, Anfang der 1960er Jahre, brach Sakaguchi die Schule ab und trat dem von Osamu Tezuka geführten Animationsstudio Mushi Productions bei. In seiner Funktion als Animator war er an Animes wie Astro Boy, Kimba, der weiße Löwe und Ribon no Kishi beteiligt. In den 1970er Jahren fungierte er als Regisseur unter anderem bei der Serie Dame Oyaji (1974) und dem Film 100 man nen no Tabi – Bander Book (1978).
Ab 1969 vernachlässigte er seine Mitarbeit an Animes, um sich dem Comiczeichnen zu widmen. Seinen ersten Manga veröffentlichte er in Tezukas unabhängigem COM-Magazin mit Osaraba Shiro! (おさらばしろ!). Er zeichnete anschließend einige Manga-Serien und -Kurzgeschichten für diverse Manga-Magazine wie Manga Ō, Kibō no Tomo und Lyrica. Für Kibō no Tomo, das inzwischen in Comic Tom umbenannt worden war, kreierte er von 1980 bis 1982 die Serie 12 iro Monogatari (12色物語). Als Comiczeichner bekannt wurde Sakaguchi allerdings erst mit dem über 1400 Seiten umfassenden Manga Ishi no Hana (石の花). Die in einem kleinen slowenischen Dorf im Jahr 1939 angesiedelte Geschichte wurde zunächst in sechs Büchern, später von einem renommierten Literaturverlag auch in fünf Hardcoverbänden herausgegeben. Von 1989 bis 1991 erschien sein Science-Fiction-Manga Version (バージョン, Bāshon) im Comic Tom.
Für das Afternoon-Magazin arbeitete er ab 1993 an einem seiner bekanntesten Werke, Akkanbe Ikkyū (あっかんべェ一休). In dieser aus etwa 1200 Seiten bestehenden Comicserie ist der Zen-Meister Ikkyū (1394–1481) der Protagonist. Akkanbe Ikkyū endete 1995 mit dem Tod Sakaguchis. Er starb im Alter von 49 Jahren an Herzversagen. Posthum wurde er für Akkanbe Ikkyū mit dem Preis der Vereinigung japanischer Comiczeichner ausgezeichnet.
Sein Werk wurde ins Englische, Französische, Spanische, Italienische, Katalanische und Deutsche übersetzt. Die Teile 1 – 4 von Version sind seit 1994 auf Deutsch im Tilsner Verlag erschienen, eine deutschsprachige Veröffentlichung von Akkanbe Ikkyū erschien als Ikkyu beim Carlsen Verlag (2008–2009).